# Кевин Мајер
Кевин Мајер (фр. Kevin Mayer; рођен 10. фебруара 1992.) је француски атлетичар, светски рекордер у десетобоју и европски дворански рекордер у седмобоју. Двоструки је светски шампион (2017. и 2022.), двоструки освајач сребрне медаље на Олимпијским играма (2016. у Рију и 2020. у Токију). Такође је светски и троструки европски шампион у дворани у седмобоју.
Мајер је почео да се такмичи као јуниор и постао је светски јуниорски шампион у десетобоју 2010. Почео је да осваја медаље као сениор на европским првенствима за седмобој у дворани 2013. и у десетобоју на отвореном 2014. Прву олимпијску медаљу освојио је на у Рију 2016. Постао је светски првак у десетобоју 2017. 2018. године постао је светски дворански шампион у седмобоју, а исте године поставио је светски рекорд у десетобоју са 9126 поена. 2021. поново је освојио друго место у десетобоју на Олимпијским играма у Токију. 2022. године освојио је своје друго злато у десетобоју на Светском првенству.

## Европски и светски рекорди

### 2017: Европски рекорд у седмобоју
На Европском првенству у атлетици у дворани 2017. у Београду 4–5. марта, Мајер је освојио златну медаљу у седмобоју. Поставио је нови европски рекорд од 6479 поена, надмашивши рекорд Романа Шебрлеа из 2004. године у Будимпешти за 41 поен. То је такође био други најбољи резултат у седмобоју у дворани за мушкарце, иза светског рекорда Ештона Итона од 6645 поена. Данас (2023. године), Мајеров резултат је 5. у свету свих времена.

### 2018: Светски рекорд у десетобоју
Мајер је 2018. године на Светском првенству у дворани одржаном у Бирмингему освојио злато у седмобоју са 6348 бодова. У тесној борби, Мајер је за 5 поена победио Дамијана Ворнера из Канаде и освојио своју прву светску титулу у дворани. Међутим, на Европском првенству на отвореном је подбацио у скоку у даљ са три неисправна покушаја и није завршио десетобој.
Након неуспеха на Европском првенству, Мајер је учествовао на Декастар такмичењу одржаном у Таленсу у Француској у септембру 2018. Тамо је оборио светски рекорд Ештона Итона у десетобоју, сакупивши 9126 поена. Мајер је почео снажно првог дана, али је са 4563 поена и даље заостајао за 140 поена за Итоновим укупним резултатом првог дана. Другог дана бацио је копље најдаље икада (71,90 метара) и највише је скочио мотком икада (5,45 метара), што му је омогућило да  обори светски рекорд за 81 поен.

#### Резултати по дисциплинама код обарања светског рекорда
| Дисциплина    | Резултат  |
| ------------- | --------- |
| 100 м         | 10,55 с   |
| скок удаљ     | 7,80 м    |
| бацање кугле  | 16,00 м   |
| скок увис     | 2,05 м    |
| 400 м         | 48,42 с   |
| 110 м препоне | 13,75 с   |
| бацање диска  | 50,54 м   |
| скок мотком   | 5,45 м    |
| бацање копља  | 71,90 м   |
| 1.500 м       | 4:36,11 м |

## Лични живот
Мајер је рођен 10. фебруара 1992. у Аржантеју, комуни у северозападном предграђу Париза, у породици Андре и Керол Мајер. Његова породица по оцу и немачко презиме воде порекло од Фаршвилера, у североисточној области Лорене, где је његов отац одрастао. Неки од његових рођака и даље живе у департману Мозел поред границе са Немачком. Има три брата: Тибоа, Томаса и Себастијена. Породица је одрасла у Ла Рош-де-Глун (фр. La Roche-de-Glun), малом граду поред реке Роне на југоистоку земље (департман Дром), где његови родитељи и даље живе.
Мајер је почео да се бави атлетиком у близини свог родног града. Од 2008. године тренира у тренинг центру за спортисте високих перформанси у Монпељеу код тренера Бертрана Валсина (фр. Bertrand Valcin).
Кевин је студирао технологију физичких мерења, укључујући метрологију и инструментацију на Универзитету Монпеље-Сет.

## Достигнућа

### Наступи на великим међународним такмичењима
| Година             | Такмичење                          | Место                           | Позиција           | Дисциплина         | Резултат           | Белешка            |
| Представљајући ФРА | Представљајући ФРА                 | Представљајући ФРА              | Представљајући ФРА | Представљајући ФРА | Представљајући ФРА | Представљајући ФРА |
| ------------------ | ---------------------------------- | ------------------------------- | ------------------ | ------------------ | ------------------ | ------------------ |
| 2009.              | Светско првенство за млађе јуниоре | Бресаноне, Италија              | 1.                 | Осмобој            | 6.478 поена        |                    |
| 2010.              | Светско првенство за јуниоре       | Монктон, Канада                 | 1.                 | Десетобој          | 7.928 поена        |                    |
| 2011.              | Европско првенство за јуниоре      | Талин, Естонија                 | 1.                 | Десетобој          | 8.124 поена        |                    |
| 2012.              | Олимписјке игре                    | Лондон, Уједињено Краљевство    | 15.                | Десетобој          | 7.952 поена        |                    |
| 2013.              | Европско првенство у дворани       | Гетеборг, Шведска               | 2.                 | Седмобој           | 6.297 поена        |                    |
| 2013.              | Светско првенство                  | Москва, Русија                  | 4.                 | Десетобој          | 8.446 поена        |                    |
| 2014.              | Европско првенство                 | Цирих, Швајцарска               | 2.                 | Десетобој          | 8.521 поен         |                    |
| 2016.              | Олимпијске игре                    | Рио де Жанеиро, Бразил          | 2.                 | Десетобој          | 8.834 поена        |                    |
| 2017.              | Европско првенство у дворани       | Београд, Србија                 | 1.                 | Седмобој           | 6.479 поена        | ЕР                 |
| 2017.              | Светско првенство                  | Лондон, Уједињено Краљевство    | 1.                 | Десетобој          | 8.768 поена        |                    |
| 2018.              | Светско првенство у дворани        | Бирмингем, Уједињено Краљевство | 1.                 | Седмобој           | 6.348 поена        |                    |
| 2018.              | Европско првенство                 | Берлин, Немачка                 | –                  | Десетобој          | одустао            |                    |
| 2019.              | Светско првенство                  | Доха, Катар                     | –                  | Десетобој          | одустао            |                    |
| 2021               | Европско првенство у дворани       | Торуњ, Пољска                   | 1.                 | Седмобој           | 6.392 поена        |                    |
| 2021               | Олимпијске игре                    | Токио, Јапан                    | 2.                 | Десетобој          | 8.726 поена        |                    |
| 2022.              | Светско првенство                  | Јуџин, САД                      | 1.                 | Десетобој          | 8.816 поена        |                    |
| 2022.              | Европско првенство                 | Минхен, Немачка                 | –                  | Десетобој          | одустао            |                    |
| 2023.              | Европско првенство у дворани       | Истанбул, Турска                | 1.                 | Седмобој           | 6.348 поена        |                    |
| 2023.              | Светско првенство                  | Будимпешта, Мађарска            | —                  | Десетобој          | oдустао            |                    |

## Лични рекорди

### На отвореном
Ажурирано 26. септембра 2023.
| Дисциплина    | Резултат       | Место                        | Датум               | Бодова |
| ------------- | -------------- | ---------------------------- | ------------------- | ------ |
| Десетобој     | 9.126 поена    | Таленс, Француска            | 16. септембар 2018. | 9.126  |
| 100 метара    | 10,50 секунди  | Доха, Катар                  | 2 октобар 2019.     | 975    |
| 400 метара    | 48,26 секунди  | Лондон, Уједињено Краљевство | 11. август 2017.    | 964    |
| 1.500 метара  | 4:18,04 минута | Брисел, Белгија              | 1. јул 2012.        | 655    |
| 110 м препоне | 13,54 секунди  | Сент Пол, Француска          | 19. септембар 2020. | 1.151  |
| Скок у даљ    | 7,80 метара    | Таленс, Француска            | 15. септембар 2018. | 1.010  |
| Скок у вис    | 2,09 метара    | Брисел, Белгија              | 30. јун 2012.       | 993    |
| Скок мотком   | 5,45 метара    | Таленс, Француска            | 16. септембар 2018. | 1.116  |
| Бацање кугле  | 17,08 метара   | Париз, Француска             | 24. авгут 2019.     | 947    |
| Бацање диска  | 52,38 метара   | Ратинген, Немачка            | 17. јун 2018.       | 921    |
| Бацање копља  | 73,09 метара   | Токио, Јапан                 | 5. август 2021.     | 1.003  |

### У дворани
Ажурирано 26. септембра 2023.
| Дисциплина   | Резултат       | Место                           | Датум             | Бодова |
| ------------ | -------------- | ------------------------------- | ----------------- | ------ |
| Седмобој     | 6.479 бодова   | Београд, Србија                 | 5. март 2017.     | 6.479  |
| 60 метара    | 6,85 секунди   | Бирмингем, Уједињено Краљевство | 2. март 2018.     | 1.016  |
| 1.000 метара | 2:37,30 минута | Гетеборг, Шведска               | 3. март 2013.     | 778    |
| 60 м препоне | 7,68 секунди   | Лијевен, Француска              | 9. фебруар 2021.  | 1.144  |
| Скок у даљ   | 7,55 метара    | Бирмингем, Уједињено Краљевство | 2. март 2018      | 1.040  |
| Скок у вис   | 2,10 метара    | Обијер, Француска               | 13. фебруар 2010. | 1.002  |
| Скок мотком  | 5,60 метара    | Руан, Француска                 | 10. фебруар 2018. | 1.157  |
| Бацање кугле | 16,32 метара   | Торуњ, Пољска                   | 6. март 2021.     | 902    |